# Flèche brabançonne féminine 2020
La 3e édition de la Flèche brabançonne féminine a eu lieu le 7 octobre 2020. Initialement prévue le 15 avril, elle est déplacée en septembre en raison de la pandémie de Covid-19. Elle fait partie du calendrier UCI en catégorie 1.1. Elle est remportée par l'Australienne Grace Brown.

## Présentation

### Parcours
Le parcours n'est pas communiqué par l'organisateur pour éviter la propagation du virus Covid entre spectateurs.

### Équipes
| UCI Women's WorldTeams (7)- Alé BTC Ljubljana - Canyon-SRAM Racing - CCC-Liv - FDJ-Nouvelle Aquitaine-Futuroscope - Mitchelton-Scott - Sunweb Women - Trek-Segafredo Équipes féminines continentales (15)- Aromitalia Vaiano - Astana Women's - Ceratizit-WNT Pro Cycling - Chevalmeire - Ciclotel - Cogeas Mettler Look - Doltcini-Van Eyck Sport - Hitec Products - Lotto Soudal Ladies - Multum Accountants-LSK - NXTG Racing - Parkhotel Valkenburg-Destil - Rally - Tibco-Silicon Valley Bank - Valcar-Travel & Service Équipe féminine amateur- Illi-Bikes Women |
| |

## Récit de la course
Après quelques échappées infructueuses, Mavi Garcia attaque avec Katia Ragusa à cinquante kilomètres de l'arrivée. Les équipes Trek et Sunweb mènent la chasse et elles sont reprises à trente-neuf kilomètres de l'arrivée. Sunweb accélère lors du passage suivant de la côte de Holstheide. Ruth Winder sort alors du peloton, elle est vite reprise. Lauren Stephens contre à vingt-neuf kilomètres de la ligne. Son avance atteint les trente secondes. À dix-sept kilomètres du but, alors que Stephens est presque reprise, Grace Brown attaque à son tour. Derrière, Liane Lippert et Floortje Mackaij partent à sa poursuite, mais l'Australienne n'est pas reprise.

## Classements

### Classement final
| \| Classement général \| Classement général \| Classement général \| Classement général \| Classement général \| \| Coureuse \| Coureuse \| Pays \| Équipe \| Temps \| \| ------------------ \| ------------------------- \| ------------------ \| ---------------------------------- \| ------------------ \| \| 1re \| Grace Brown \| Australie \| Mitchelton-Scott \| 3 h 03 min 38 s \| \| 2e \| Liane Lippert \| Allemagne \| Sunweb \| + 47 s \| \| 3e \| Floortje Mackaij \| Pays-Bas \| Sunweb \| + 51 s \| \| 4e \| Lotte Kopecky \| Belgique \| Lotto Soudal Ladies \| + 1 min 19 s \| \| 5e \| Emilia Fahlin \| Suède \| FDJ-Nouvelle Aquitaine-Futuroscope \| + 1 min 19 s \| \| 6e \| Rasa Leleivytė \| Lituanie \| Aromitalia Vaiano \| + 1 min 19 s \| \| 7e \| Maria Giulia Confalonieri \| Italie \| Ceratizit-WNT Pro Cycling \| + 1 min 19 s \| \| 8e \| Katia Ragusa \| Italie \| Astana Women's Team \| + 1 min 19 s \| \| 9e \| Mavi García \| Espagne \| Alé BTC Ljubljana \| + 1 min 19 s \| \| 10e \| Lauren Stephens \| États-Unis \| Tibco-Silicon Valley Bank \| + 1 min 19 s \| |                           |            |                                    |                 |
| |                           |            |                                    |                 |
| Source : Cycling Quotient |                           |            |                                    |                 |
| Classement général |                           |            |                                    |                 |
| Coureuse | Coureuse                  | Pays       | Équipe                             | Temps           |
| 1re | Grace Brown               | Australie  | Mitchelton-Scott                   | 3 h 03 min 38 s |
| 2e | Liane Lippert             | Allemagne  | Sunweb                             | + 47 s          |
| 3e | Floortje Mackaij          | Pays-Bas   | Sunweb                             | + 51 s          |
| 4e | Lotte Kopecky             | Belgique   | Lotto Soudal Ladies                | + 1 min 19 s    |
| 5e | Emilia Fahlin             | Suède      | FDJ-Nouvelle Aquitaine-Futuroscope | + 1 min 19 s    |
| 6e | Rasa Leleivytė            | Lituanie   | Aromitalia Vaiano                  | + 1 min 19 s    |
| 7e | Maria Giulia Confalonieri | Italie     | Ceratizit-WNT Pro Cycling          | + 1 min 19 s    |
| 8e | Katia Ragusa              | Italie     | Astana Women's Team                | + 1 min 19 s    |
| 9e | Mavi García               | Espagne    | Alé BTC Ljubljana                  | + 1 min 19 s    |
| 10e | Lauren Stephens           | États-Unis | Tibco-Silicon Valley Bank          | + 1 min 19 s    |

### Points UCI
| Position           | 1er | 2e | 3e | 4e | 5e | 6e | 7e | 8e | 9e | 10e | 11e | 12e | 13e à 15e | 16e à 25e |
| Classement général | 125 | 85 | 70 | 60 | 50 | 40 | 35 | 30 | 25 | 20  | 15  | 10  | 5         | 3         |